# Svaleskär
Svaleskär är en svensk TV-serie som spelades in under 2010 och hade premiär i SVT B den 15 januari 2011. Serien är en ungdomsthriller och består av tolv 30-minutersavsnitt. Manusförfattare är Cilla Jackert och huvudregissör är Kicki Kjellin. Övriga regissörer är Molly Hartleb och Richard Jarnhed. Musiken är specialskriven av Niko Röhlcke.

## Handling
Svaleskär handlar om Sara som är fastboende på den fiktiva ön Fyringen i Göteborgs skärgård. Hon bor tillsammans med hunden Konrad och sin pappa Gaston som säljer öns specialitet — sillburgare. Saras mamma försvann spårlöst under en segling fyra år tidigare. På sommaren brukar Sara träffa sin bästa kompis Krasse som är sommarboende på ön. De har umgåtts sedan de var små och båda delar det stora intresset för segling. Just den här sommaren umgås hon med Krasse, Ibb och Irmelie. På ön bor även en enstöring, den ökända Nikki Lauda. 
En känd skröna i trakten berättar om Havsfrun, en gestalt som ska ha uppenbarat sig vid en obemannad fyr på Svaleskär. Det sägs att alla som träffat Havsfrun antingen försvunnit eller blivit knäppa. Det ryktas även om att Havsfrun tog Saras mamma, men Sara vägrar tro att det är sant. Hon kan inte låta bli att tillsammans med kompisarna söka sanningen om sin saknade mamma. Samtidigt träffar Saras pappa Gaston en ny kvinna som heter Anna.

## Om serien
Serien är tänkt att vara en blandning mellan TV-serierna Saltön och Kullamannen. Svaleskär är främst inspelad på ön Fotö, men även på öarna Hönö och Öckerö i Göteborgs norra skärgård samt på Tistlarna i Göteborgs södra skärgård, där man ser Tistlarnas vitmålade fyr. Serien gick i repris på SVT1 sommaren 2011 samt våren 2014 och sommaren 2018 på Barnkanalen.

## Rollista i urval
- Sara – Rebecca Holst
- Krasse - Kevin Vaz
- Saras pappa Gaston – Eric Ericson
- Ibb – Carl Tudén
- Irmelie – Märta Jungerfelt
- Anna – Sofia Helin
- Nikki Lauda – Christian Fiedler
- Konrad - Combat (Hob-Nob’s Pierrot)
- Jens - Emanuel Eliason
- Anton - Anders Nyström
- Karin Mårtensson - Sofie Sternberg